# Офицеров, Пётр Юрьевич
Пётр Ю́рьевич Офице́ров (4 мая 1975, Фрунзе — 13 июля 2018, Москва) — российский предприниматель. Автор книги о работе с розничными сетями в России — «Поставщик: организация эффективной работы с сетевыми магазинами», ряда исследований по проблемам и специфики взаимодействия поставщиков с розничными сетями в России. Генеральный директор консалтинговой компании Real Work Management.
В 2013 году был осуждён по резонансному делу «Кировлеса», но 16 ноября 2016 года Верховный суд отменил приговор. 8 февраля 2017 года Ленинский районный суд Кирова повторно приговорил Навального и Офицерова к 5 и 4 годам заключения условно.

## Биография
Пётр Офицеров родился 4 мая 1975 года во Фрунзе (ныне Бишкек), столице Киргизской ССР.
Отец — водитель, управлял автобусами Икарус на дальних маршрутах. Мать — учительница, родом из Казахской ССР.
В 1986 году родители Петра вместе с ним и его младшим братом Дмитрием переехали на Чукотку, в город Билибино.
В 1991 году семья по программе переселения северян переезжает в село Милотичи Барятинского района Калужской области.
В 90-е годы Пётр Офицеров открыл небольшой магазин в Милотичах.
После женитьбы переехал в Москву, работал в продаже недвижимости, в охране, торговым представителем, затем занялся собственным бизнесом. Был также директором по продажам.
В 1993 году поступил и в 1998 году окончил Российский государственный аграрный заочный университет, зооинженерный факультет.
В 2003 году окончил юридический факультет Российского нового университета.
В 2004 году окончил Государственную академию профессиональной переподготовки в инвестиционной сфере.
В 1998 году вступил в партию «Яблоко», в 2001 году был членом бюро регионального совета.
Офицеров — ведущий консультант в области работы с торговыми сетями, выпустил несколько книг по этой теме.
Офицеров являлся генеральным директором консалтинговой компании «Real Work Management», специализирующейся на консультациях по организации продаж, среди клиентов которой — крупные и средние компании из разных отраслей, в том числе российские и международные сети: «Ашан», «Рикки-Тикки», «Хохланд-Russia», «Увелка», «Посуда-центр», «Альтернатива-Фуд» и многие другие.
Был преподавателем Государственной академии специалистов инвестиционной сферы (ГАСИС, с августа 2012 года — Институт дополнительного профессионального образования ГАСИС НИУ ВШЭ) по курсам «Стратегический менеджмент» и «Теория организаций», автор одного из первых академических курсов «Управление продажами».
Был членом экспертного совета Федеральной антимонопольной службы по развитию конкуренции в сфере розничной торговли.
Опубликовал более 45 статей в деловой прессе в России и за рубежом по тематике взаимодействия с сетевыми магазинами.
Автор ряда исследований по проблемам и специфики взаимодействия поставщиков с розничными сетями в России.
В начале 2009 года Пётр Офицеров решил начать бизнес по торговле лесом в Кировской области и создал ООО «Вятская лесная компания», где стал генеральным директором. Никита Белых, только что назначенный губернатором региона, приглашал в область предпринимателей, с тем чтобы они развивали бизнес и платили налоги в местные бюджеты. Был заключён договор с КОГУП «Кировлес», в рамках которого ВЛК заработала чуть больше 16 миллионов рублей, более 14 из них были уплачены «Кировлесу» за продукцию. Оставшаяся сумма пошла на зарплаты, налоги и аренду офиса. ВЛК осталась должна «Кировлесу» менее 3 миллионов рублей.
В июле 2009 года департамент госсобственности Кировской области, являющийся учредителем «Кировлеса», инициировал проверку деятельности предприятия. Для этого была нанята аудиторская компания «Вятка-Академаудит», которой было поручено провести анализ работы «Кировлеса» за 2008 год и первое полугодие 2009 года. Согласно аудиторскому отчёту, договор между «Кировлесом» и ВЛК был заранее убыточным для «Кировлеса». В итоге департамент госсобственности принял решение о расторжении договора между «Кировлесом» и ВЛК. Во время процесса по делу Кировлеса аудитор компании «Вятка-Академаудит» Татьяна Загоскина, вызванная в качестве свидетеля, сказала, что аудиторы по результатам проверки пришли к выводу, что сотрудничество с ВЛК приносит убытки предприятию, поскольку, если ранее «Кировлес» продавал продукцию по более высоким ценам, то, заключив договор с ВЛК, «Кировлес» стал продавать ту же самую продукцию на тех же самых условиях, но по меньшей цене. Она отметила, что это — потери для любого предприятия, поскольку любой посредник оттягивает на себя какую-то долю выручки, прибыли и т. д. Также она сказала, что аудиторская проверка проводилась пять-шесть дней. Навальный задал вопрос Загоскиной, как удалось провести за такой срок проверку предприятия с 4 тыс. 500 работниками и 36 лесхозами. Та ответила, что в рамках аудита проводится не сплошная проверка всей документации предприятия, а выборочная.
Во второй половине 2009 года Офицеров передал управление фирмой своему младшему брату Дмитрию и вернулся в Москву заниматься своим основным бизнесом.
В 2012 году Офицеров открыл проект «Школа Поставщика Петра Офицерова» — комплексный дистанционный курс обучения технологиям работы розничными сетями.
9 июля 2018 года стало известно, что Офицеров попал в больницу из-за сотрясения мозга и черепно-мозговой травмы. Сообщалось, что он мог получить травмы во время припадка эпилепсии. Умер 13 июля 2018 года. Причиной смерти мог стать инсульт, развившийся после полученной черепно-мозговой травмы.

## Дело «Кировлеса»
5 июля 2013 года Пётр Офицеров выступил в суде с последним словом, в котором, в частности, утверждал, что ему предлагали «сдать» Навального. «Что я должен буду отвечать детям, если потом они будут спрашивать, почему? Невиновным не нужно снисхождение, на этой грустной ноте — спасибо.».
18 июля 2013 года судья Блинов огласил приговор: 4 года колонии общего режима и штраф в размере 500 тысяч рублей. После оглашения приговора судья изменил Офицерову и Навальному меру пресечения до момента вступления приговора в законную силу и они были взяты под стражу в зале суда и отправлены в СИЗО.
19 июля 2013 года мера пресечения до вступления приговора в законную силу изменена на подписку о невыезде
.
8 февраля 2017 года Ленинский районный суд Кирова повторно приговорил Навального и Офицерова к 5 и 4 годам заключения условно.

## Семья
Жена — Лидия Александровна Офицерова (род. 1971). В семье четыре сына и две дочери.

## Публикации
- Пётр Офицеров, Техники и приемы эффективных продаж, издательство «Речь», 2008, ISBN 5-9268-0657-7.
- П. Ю. Офицеров, Поставщик: организация эффективной работы с сетевыми магазинами — Российская практика, издательство «Эксмо», 2008, ISBN 978-5-699-28814-4.
- П. Ю. Офицеров, Продажи: теория и практика успеха (CD), издательство «ИДДК», ISBN 4-607-16236658-4.
- П. Ю. Офицеров, Поставщик — розничные сети (бестселлер) Архивная копия от 19 августа 2013 на Wayback Machine, второе издание, 2013, ISBN 978-5-9903065-1-6.
- Список публикаций Петра Офицерова